# Рабби Леви (лунный кратер)
Кратер Ра́бби Леви́ (лат. Rabbi Levi) — большой древний ударный кратер в южном полушарии видимой стороны Луны. Название присвоено в честь средневекового еврейского астронома, математика, раввина и философа рабби Леви́ Бен Гершо́ма (Ральбага) (1288—1344) и утверждено Международным астрономическим союзом в 1935 году. Образование кратера относится к донектарскому периоду.

## Описание кратера
Ближайшими соседями кратера являются кратер Цельсий на западе; кратеры Загут и Линденау на севере; кратер Риччи на юго-востоке и кратер Бюшинг на юго-западе. Селенографические координаты центра кратера 34°47′ ю. ш. 23°28′ в. д. / 34,78° ю. ш. 23,46° в. д., диаметр 82,4 км, глубина 2480 м.
Кратер Рабби Леви имеет близкую к циркулярной форму и значительно разрушен за длительное время своего существования. Вал сглажен и трудно различим, северо-западная и северо-восточные части вала спрямлены, восточная и юго-западные части вала перекрыты скоплениями небольших кратеров. Внутренний склон неравномерный по ширине, максимальную ширину имеет в восточной части. Высота вала над окружающей местностью достигает 1360 м, объем кратера составляет приблизительно 6100 км³. Дно чаши относительно ровное, в западной части чаши располагаются четыре чашеобразных сателлитных кратера - Рабби Леви A, L, M и D (см. ниже).

## Сателлитные кратеры
| Рабби Леви | Координаты                                            | Диаметр, км |
| ---------- | ----------------------------------------------------- | ----------- |
| A          | 34°22′ ю. ш. 22°40′ в. д. / 34,36° ю. ш. 22,66° в. д. | 11,5        |
| B          | 34°30′ ю. ш. 24°44′ в. д. / 34,5° ю. ш. 24,74° в. д.  | 14,1        |
| C          | 34°17′ ю. ш. 26°52′ в. д. / 34,29° ю. ш. 26,86° в. д. | 19,5        |
| D          | 35°26′ ю. ш. 22°50′ в. д. / 35,44° ю. ш. 22,83° в. д. | 10,9        |
| E          | 36°45′ ю. ш. 21°56′ в. д. / 36,75° ю. ш. 21,94° в. д. | 34,7        |
| F          | 36°07′ ю. ш. 20°32′ в. д. / 36,12° ю. ш. 20,53° в. д. | 14,1        |
| G          | 36°58′ ю. ш. 21°56′ в. д. / 36,96° ю. ш. 21,94° в. д. | 11,4        |
| H          | 36°29′ ю. ш. 20°11′ в. д. / 36,48° ю. ш. 20,18° в. д. | 6,7         |
| J          | 37°39′ ю. ш. 22°41′ в. д. / 37,65° ю. ш. 22,68° в. д. | 6,6         |
| L          | 34°44′ ю. ш. 22°59′ в. д. / 34,73° ю. ш. 22,99° в. д. | 11,9        |
| M          | 35°19′ ю. ш. 23°10′ в. д. / 35,32° ю. ш. 23,17° в. д. | 11,3        |
| N          | 36°31′ ю. ш. 23°35′ в. д. / 36,51° ю. ш. 23,59° в. д. | 8,9         |
| O          | 35°40′ ю. ш. 24°59′ в. д. / 35,67° ю. ш. 24,98° в. д. | 5,5         |
| P          | 34°31′ ю. ш. 25°37′ в. д. / 34,51° ю. ш. 25,61° в. д. | 13,3        |
| Q          | 33°44′ ю. ш. 25°47′ в. д. / 33,73° ю. ш. 25,79° в. д. | 7,5         |
| R          | 34°12′ ю. ш. 27°53′ в. д. / 34,2° ю. ш. 27,89° в. д.  | 11,9        |
| S          | 34°16′ ю. ш. 27°31′ в. д. / 34,27° ю. ш. 27,51° в. д. | 16,9        |
| T          | 36°15′ ю. ш. 22°21′ в. д. / 36,25° ю. ш. 22,35° в. д. | 10,1        |
| U          | 35°37′ ю. ш. 21°46′ в. д. / 35,62° ю. ш. 21,76° в. д. | 12,3        |

- Сателлитные кратеры Рабби Леви H и J включены в список кратеров с яркой системой лучей Ассоциации лунной и планетарной астрономии (ALPO)[5].

- Сателлитные кратеры Рабби Леви F и R включены в список кратеров с темными радиальными полосами на внутреннем склоне Ассоциации лунной и планетарной астрономии (ALPO)[6].

## См.также
- Список кратеров на Луне
- Лунный кратер
- Морфологический каталог кратеров Луны
- Планетная номенклатура
- Селенография
- Минералогия Луны
- Геология Луны
- Поздняя тяжёлая бомбардировка